# Litoria ridibunda
Litoria ridibunda — вид жаб родини райкових (Hylidae). Описаний у 2023 році.

## Поширення
Ендемік Австралії. Поширений на півночі Західної Австралії, у верхній частині Північної Території до Маунт-Айзи у Квінсленді.

## Опис
Жаба середнього розміру, довжина тіла якої досягає 6 см. Має сіру, коричневу, червонувато-коричневу або жовто-коричневу спину, часто з блідо-коричневими плямами. Від ока до руки часто проходить тонка чорна смужка. Черево біле, а у самця біле горло. Зіниця розташована горизонтально, а райдужка у верхній половині червона, а в нижній — срібляста. Пахви, пах і задня частина стегон тьмяні, матово-коричневі або чорні, з яскраво-помаранчевими або жовтими плямами. Пальці на одну третину перетинчасті, а пальці ніг майже повністю перетинчасті, обидва з великими дисками.